# Asphondylia bidens
Asphondylia bidens är en tvåvingeart som beskrevs av Oskar Augustus Johannsen 1945. Asphondylia bidens ingår i släktet Asphondylia och familjen gallmyggor. Inga underarter finns listade i Catalogue of Life.